# Předkožka klitorisu
V ženském lidském těle je předkožka klitorisu (také nazývaný preputium clitoridis nebo kapucka) záhyb kůže, který obklopuje klitoris; vyvíjí se jako součást malých stydkých pysků a je homologní s mužskou předkožkou. Předkožka je také důležitá nejen pro ochranu klitorisu, ale také pro potěšení, protože jeho tkáň tvoří součást erotogenních zón vulvy.

## Vývoj a typy
Předkožka je tvořena během fetálního stádia buněčnou lamelou. Buněčná lamela roste dolů na dorzální straně klitorisu a nakonec je srostlá s klitorisem. Je tvořena ze stejných tkání jako mužská předkožka.
Kapucka se u jednotlivých žen liší velikostí, tvarem, tloušťkou atp. Některé ženy mají velké předkožky, které zcela zakrývají žalud klitorisu. Některé mohou předkožku přetáhnout a odhalit špičku klitorisu, například z hygienických důvodů nebo pro potěšení; jiné ne. Některé ženy mají menší předkožky, které nezakrývají celou délku žaludu klitorisu, takže je klitoris stále odkrytý. Mezi kapuckou a žaludem se mohou tvořit lepkavé pruhy tkáně zvané adheze; ty přilepí kapucku na žalud, takže ji nelze stáhnout a odhalit klitoris, a stejně jako u mužů se zde může hromadit zapáchající smegma.

## Stimulace
Normálně je samotný žalud klitorisu příliš citlivý na přímou stimulaci, pokud je kapucka stažena. Ženy s kapuckou zakrývající většinu žaludu klitorisu mohou často masturbovat stimulací kapuce přes klitoris; ty s menšími mají tendenci třít žalud klitorisu a kapuci o sebe.
Kapucka klitorisu navíc poskytuje ochranu klitorisu, podobně jako předkožka na žaludu penisu. Během sexuální stimulace může kapucka také bránit penisu v přímém kontaktu s žaludem klitorisu, který je obvykle stimulován tlakem stydké kosti partnera.
Většina savců a primátů přistupuje ke kopulaci zezadu namísto běžné přední pozice, kterou často zaujímají lidé, takže stimulace klitorisu je přímo vytvářena kontaktem žaludu se šourkem a různými kontrakcemi jeho svalů. Žalud klitorisu, stejně jako předkožka, bývá lubrikován přirozeně kožním mazem. Pokud není žalud klitorisu lubrikován, kapucka jej nemusí během sexuální aktivity správně stimulovat a může způsobit bolest.

## Modifikace
Ve většině světa jsou úpravy klitorisu neobvyklé. V některých kulturách se praktikuje ženská obřízka jako rituál přechodu do ženství, je vnímáno jako zlepšení vzhledu genitálií nebo se používá k potlačení nebo snížení ženské sexuální touhy a potěšení (včetně masturbace). Ženská obřízka byla v minulosti prováděna i na mnoha dětech v západních zemích, včetně USA, s cílem odradit od masturbace a omezit nemoci, o kterých se předpokládá, že s ní souvisejí.
Jednou z úprav, kterou si ženy někdy dobrovolně provádějí, je nechat si propíchnout kapucku a vložit šperky, a to jak pro ozdobu, tak pro fyzické potěšení. Mnohem méně běžné je nechat si chirurgicky zastřihnout nebo sejmout vlastní předkožku, aby byla trvale odkryta část nebo celý klitoris.